# Arena TSB Bank
La Arena TSB Bank  (en inglés: TSB Bank Arena) anteriormente conocido como el Centro de Eventos de Queens Wharf, es un pabellón deportivo, situado en Wellington, Nueva Zelanda. En el estadio se celebran principalmente juegos de baloncesto y es la arena casera para los Century City Saints y arena casera a tiempo parcial de los New Zealand Breakers cuando juegan en Wellington, pero también acoge exposiciones y convenciones como el Armageddon Pulp Expo y la Feria del Libro de DCM. Construido en 1995, tenía capacidad originalmente para 3635 personas. En 2005, el número de asientos fue aumentado a 4570 como parte de un nuevo desarrollo y plan de expansión.